# Anton Kasser

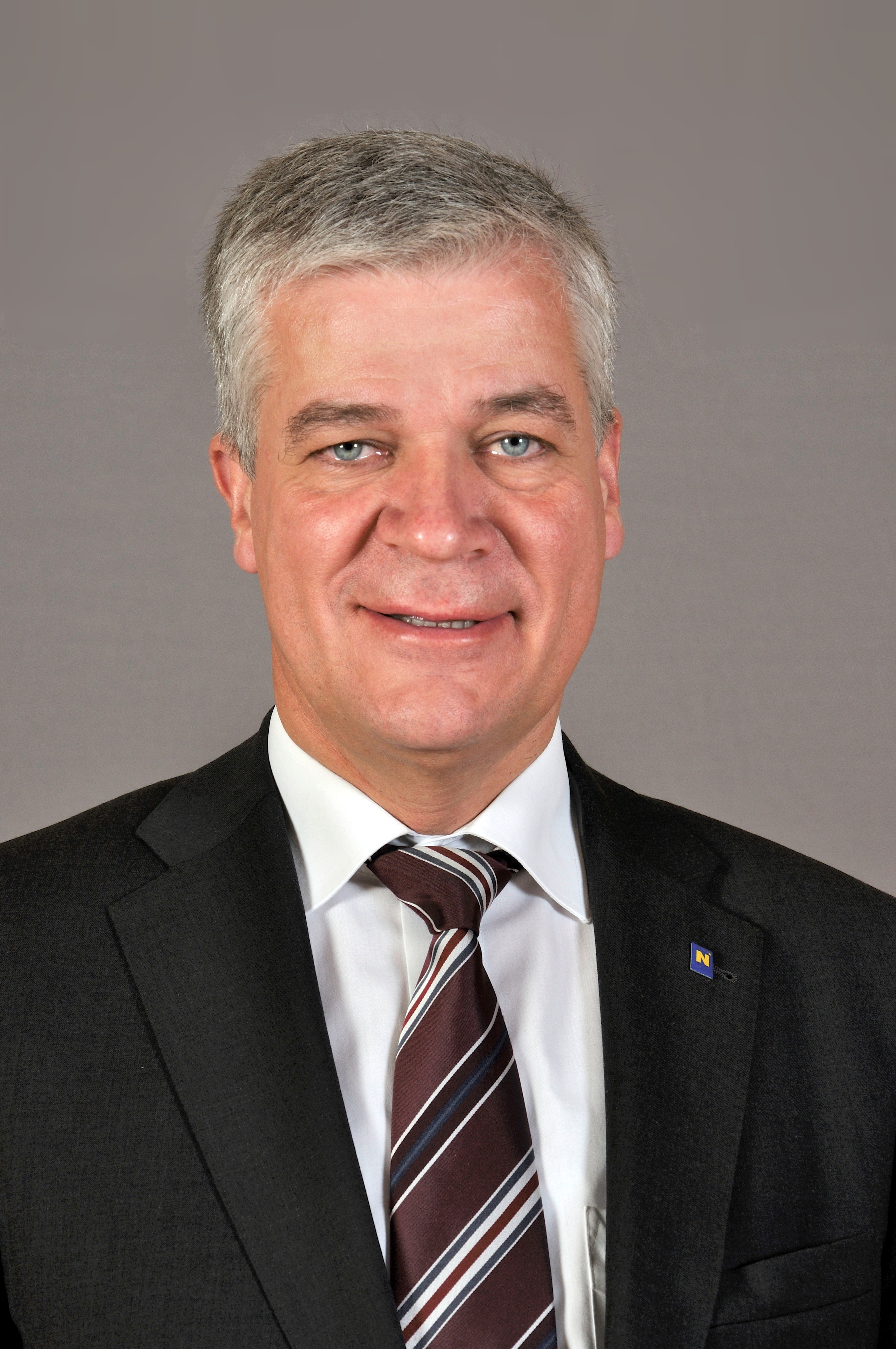
Anton Kasser (2013)

Anton Kasser (* 27. Mai 1963 in Amstetten) ist ein österreichischer Politiker (ÖVP). Er ist seit 1995 Bürgermeister von Allhartsberg und seit 2009 Abgeordneter zum Landtag von Niederösterreich.

## Leben
Kasser besuchte die Volks- und die Hauptschule in Allhartsberg, bevor er an die landwirtschaftliche Fachschule in Gießhübl wechselte. Er absolvierte die Schule von 1977 bis 1980 und schloss seine landwirtschaftliche Lehre 1981 mit der Facharbeiterprüfung ab. Kasser arbeitete ab dem 30. Juni 1980 in der Ybbstaler Obstverwertung und wechselte am 1. Jänner 2004 als Vertragsbediensteter zur Gemeinde Allhartsberg. Kasser betreibt eine Nebenerwerbslandwirtschaft  mit 10.000 Masthühnern.
Neben seinem politischen Engagement war Kasser einige Jahre Mitglied der Freiwilligen Feuerwehr Kröllendorf-Wallmersdorf, leitete zwischen 1980 und 1981 die örtliche Volkstanzgruppe und war zwischen 1983 und 1990 Pfarrgemeinderat in Allhartsberg.

## Politik
Kasser ist seit 1990 Mitglied des Gemeinderats von Allhartsberg und wurde 1995 zum Bürgermeister gewählt. Zudem gehört er seit dem Jahr 2000 dem Vorstand und dem Präsidium der ÖVP im Bezirk Amstetten an. Nach dem Wechsel von Johann Heuras in die Landesregierung folgte ihm Kasser am 26. Februar 2009 als Landtagsabgeordneter nach. Schwerpunkte seiner politischen Tätigkeit sind nach eigenen Angaben Abfallwirtschaft, Luftreinhaltung und ein geographisches Informationssystem. Weitere Themenschwerpunkte setzt Kasser auf die Bereiche Alternativenergie und Umwelt. Kasser ist Mitglied des Bauernbundes und Bezirksobmann der Ybbstaler Bauern. Kasser vertritt die Bezirke Amstetten, Scheibbs und Melk zudem im Präsidium des Niederösterreichischen Abfallwirtschaftsvereines.
Zudem führt er seit 2000 den Gemeindeverband für Umweltschutz in der Region Amstetten als Obmann. 